# Thomsonfly
Thomsonfly, прежде известная как Britannia Airways, — бывшая чартерная авиакомпания, до сентября 2007 года осуществлявшая регулярные и чартерные пассажирские перевозки из Великобритании в аэропорты Европы, Африки, Азии и Северной Америки.
В сентябре 2007 года в результате слияния британского подразделения туристического концерна TUI AG с управляющей компанией другого туроператора First Choice Holidays было сформирована компания TUI Travel PLC, входящая в TUI AG. Слияние предприятий повлекло за собой объединение двух авиакомпаний Thomsonfly и First Choice Airways и образование 1 ноября 2008 года укрупнённого авиаперевозчика Thomson Airways, в настоящее время являющегося крупнейшей в мире чартерной авиакомпанией.
Штаб-квартира Thomsonfly располагалась в лондонском аэропорту Лутон. В качестве главных транзитных узлов (хабов) авиакомпания использовала лондонские аэропорты Лутон и Гатвик, дополнительными хабами перевозчика являлись аэропорты в Белфасте, Бирмингеме, Борнмуте, Бристоле, Глазго, Донкастер/Шеффилде, Кардиффе, Ковентри, Ливерпуле, Манчестере и Ньюкасле.
Авиакомпания Thomsonfly работала под лицензией «А» эксплуатанта Управления гражданской авиации Великобритании, позволявшей использовать самолёты вместимостью в 20 и более пассажирских мест, а также осуществлять грузовые и почтовые перевозки внутри страны и за её пределами.

## История
История авиакомпания восходит к основанию в 1962 году Тедом Лэнгтоном британского авиаперевозчика Euravia, который впоследствии сменил официальное название на Britannia Airways и работал под этой торговой маркой вплоть до декабря 2004 года. Авиакомпания работала по всей Европе, её флот регулярно пополнялся новыми самолётами, в середине 1990-х годов перевозчик принял в эксплуатацию лайнеры Boeing 757 и стал первым в Европе заказчиком самолётов Boeing 767. К концу 2004 года воздушный флот Britannia Airways составляли 45 машин Boeing 757 и 767.
В 2005 году управляющая компания Thomson Holidays провела ребрендинг своих дочерних фирм, в результате которого Britannia Airways сменила своё официальное название на Thomsonfly.
Первые регулярные маршруты авиакомпания открыла 31 марта 2004 года из нового пассажирского терминала в Ковентри, намереваясь официальным образом получить в аренду инфраструктуру аэропорта. С этими планами оказался не согласен совет местного самоуправления района Уорик, развернув кампанию против перевода под контроль пассажирской авиакомпании аэропорта, в котором ранее обслуживались как пассажирские, так и грузовые авиаперевозчики. В ожидании исхода дела Britannia Airways продолжала активно работать на местном рынке, предлагая несколько ежедневных маршрутов с регулярной схемой перевозок. В итоге, права на управление большим зданием пассажирского терминала на правах аренды перешли к девелоперской компании CAFCO.
28 апреля 2005 года Thomsonfly стала первой авиакомпанией, открывшей коммерческие перевозки из нового аэропорта Донкастер/Шеффилд имени Робина Гуда и, впоследствии, первым оператором дальнемагистральных рейсов из этого аэропорта.
В 2004 году авиакомпания была признана лучшим чартерным перевозчиком Великобритании по версии «Air Transport Users' Council».
В ноябре 2008 года Thomsonfly закрыла все регулярные рейсы из аэропорта Ковентри, оставив в результате воздушную гавань города без постоянных коммерческих авиамаршрутов.

## Слияние с First Choice Airways
В марте 2008 года состоялось объединение британского подразделения туристического концерна TUI AG с другим туристическим оператором First Choice Holidays PLC, в результате которого была образована новая компания TUI Travel, являющаяся дочерним предприятием концерна TUI. Штаб-квартира TUI Travel разместилась в городе Кроули (Западный Суссекс), а головной офис регионального подразделения по Великобритании и Ирландии — в Лутоне.
Объединение компаний повлекло за собой слияние двух авиаперевозчиков Thomsonfly и First Choice Airways, укрупнённая при этом авиакомпания получила официальное название Thomson Airways, сертификат эксплуатанта, коды ИАТА, ИКАО и радиопозывной бывшей авиакомпании Thomsonfly.

## Флот
По состоянию на октябрь 2008 года воздушный флот авиакомпании Thomsonfly составляли следующие самолёты:
В октябре 2008 года средний возраст самолётов авиакомпании Thomsonfly составил 10,1 года.

## Статистика
| Год                          | Число пассажиров | Число рейсов | Коэффициент загрузки |
| ---------------------------- | ---------------- | ------------ | -------------------- |
| 2005                         | 9 505 928        | 52 461       | 80,1%                |
| 2006                         | 9 617 416        | 54 063       | 82,6%                |
| 2007                         | 9 444 973        | 54 515       | 84,6%                |
| источник: УГА Великобритании |                  |              |                      |

## Премии
- Skytrax: лучшая туристическая авиакомпания 2011 года
- FlightOnTime.info — Второе место по пунктуальности перевозок среди чартерных авиакомпаний Великобритании в сезонах лета 2005, лета 2007 и зимнего сезона 2007/2008 годов
- FlightOnTime.info — Самая пунктальная чартерная авиакомпания Великобритании в сезоне лета 2004 года
- AUC Crown Awards: самая пунктуальный чартерный перевозчик в сезоне лета 2004 года
- Travel & Tourism Web Awards: лучшая авиакомпания 2004 года
- Telegraph Travel Awards: лучшая чартерная авиакомпания 2003 года